# Castlepollard

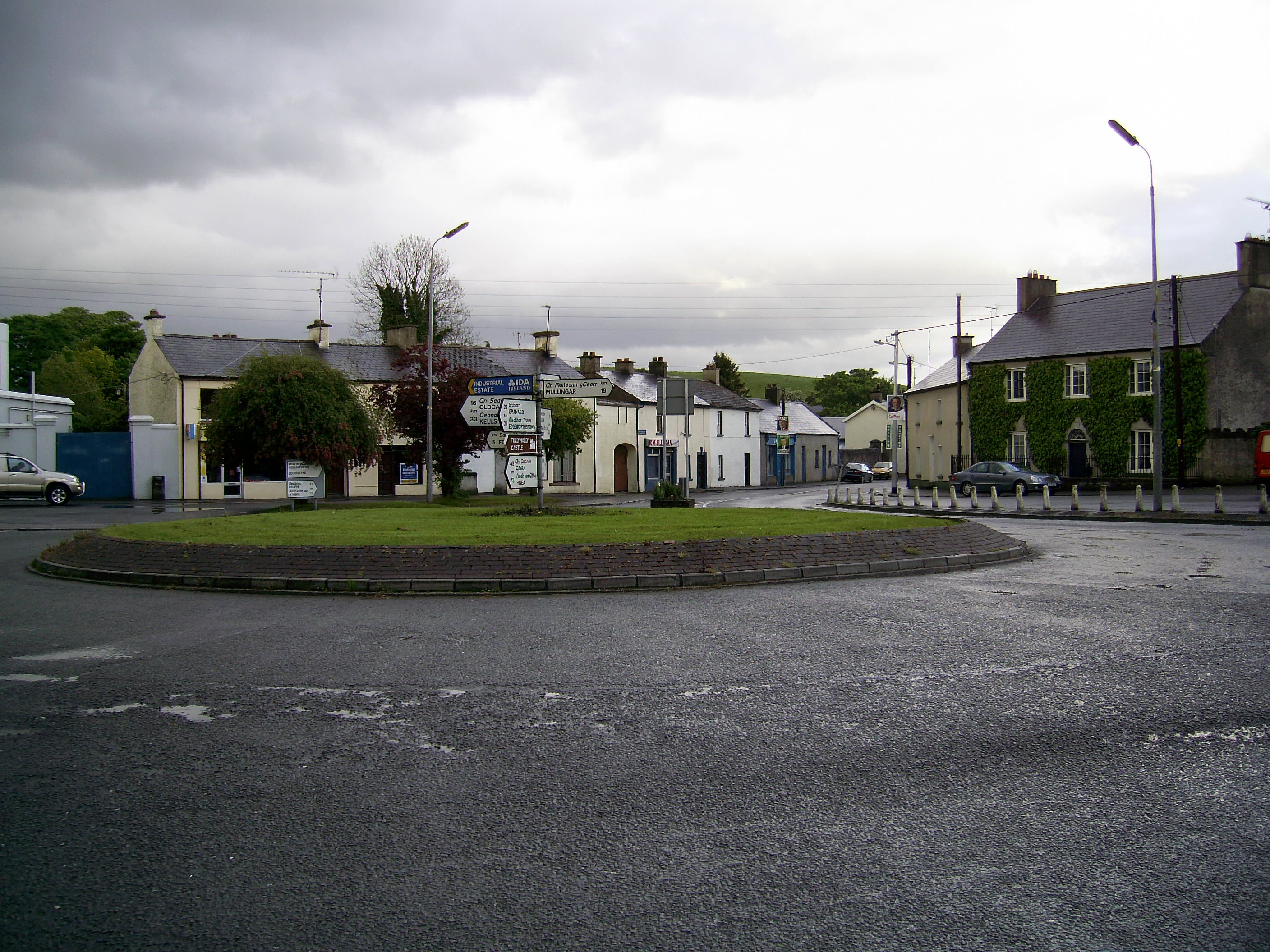
Plein in Castlepollard

Castlepollard is een plaats in het Ierse graafschap Westmeath. De plaats telt 1107 inwoners.